# Dicoryphe retusa
Dicoryphe retusa är en trollhasselart som beskrevs av John Gilbert Baker. Dicoryphe retusa ingår i släktet Dicoryphe och familjen trollhasselfamiljen. Inga underarter finns listade i Catalogue of Life.